# 中村美里
中村美里（なかむら みさと，1989年4月28日—），日本女子柔道運動員。東京都八王子市出生，畢業於相原中学校及渋谷教育学園渋谷高校；現隸屬於三井住友海上火災保險株式会社。

## 簡歷
2010年11月，中村代表日本參加廣州亞運會柔道比賽的女子52公斤级項目，奪得金牌。